# دگرجنس‌گرایی

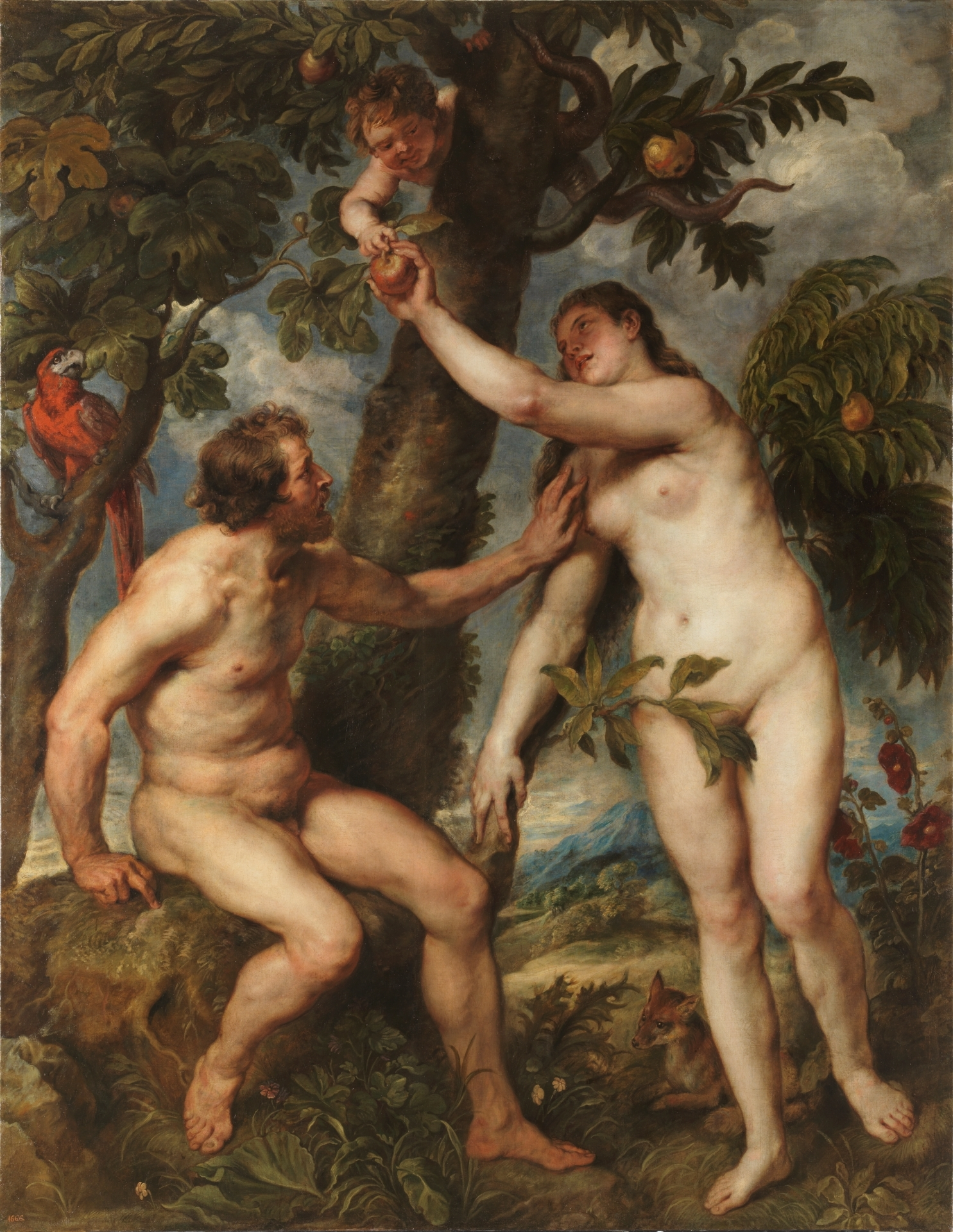
طبق روایت آفرینش ادیان ابراهیمی، آدم و حوا اولین زوج بشر و اجداد کل بشریت هستند.

دگرجنس‌گرایی یا ناهمجنس‌خواهی (به انگلیسی: Heterosexuality)، گونه‌ای از گرایش‌های جنسی است و به معنی کشش عاشقانه ورفتار جنسی میان افراد از جنس یا جنسیت مخالف است. دگرجنس‌گرایی الگویی بادوام از احساسات عاطفی، عاشقانه و کشش جنسی به جنس مخالف است.
دانشمندان دقیقاً نمی‌دانند چه چیزی گرایش جنسی را شکل می‌دهد اما حدس می‌زنند که از تعامل پیچیدهٔ عوامل ژنتیکی، هورمونی و محیطی به وجود می‌آید. و باور دارند گرایش جنسی یک انتخاب نیست. گرچه تاکنون هیچ نظریه‌ای پیرامون علت گرایش جنسی مورد تأیید همگانی قرار نگرفته‌است، دانشمندان طرفدار نظریه‌های زیستی اند. شواهد بیشتری مبنی بر منشأ زیستی گرایش جنسی وجود دارد تا اجتماعی، مخصوصاً در مردان.
دگرجنس‌گرایی در کنار دوجنس‌گرایی و همجنس‌گرایی، یکی از سه گونه اصلی گرایش‌های جنسی به‌شمار می‌آید. در همه فرهنگ‌ها اکثر افراد دگرجنس‌گرا هستند و دگرجنس‌گرایی متداول‌ترین نوع فعالیت جنسی است.
اصطلاح دگرجنس‌گرایی یا ناهمجنس‌خواهی معمولاً برای اشاره به انسان به کار می‌رود، اما رفتار دگرجنس‌گرایی در همه پستانداران و دیگر جانداران نیز وجود دارد.
تا سال ۱۹۳۴ تعاریف دقیق و روشنی از واژه دگرجنس‌گرایی وجود نداشت و عمده تعاریف ارائه شده هم مبهم یا منفی بودند تا اینکه از این سال به بعدی تعریف مشخصی از این مفهوم ارائه شد که دگرجنس‌گرایی را به عنوان یک تمایل جنسی عادی قلمداد می‌کند.

## تاریخچه واژه
آنچه که دربارهٔ تعریف دقیق واژه دگرجنس‌گرایی می‌توان بدان اشاره داشت این است تا دهه دوم قرن بیستم تعریف کاملی از این واژه در کشور آمریکا ارائه نشده بود. عمده تعاریفی هم که از این واژه ارائه شده بود بیشتر بعد منفی گرایانه در دل خود داشت. در اوایل قرن ۱۹ میلادی فرهنگ لغات پزشکی دورلند دگرجنس‌گرایی را «میلی غیرعادی یا انحرافی به جنس مخالف» تعریف کرد. بیش از ده دهه بعد یعنی در سال ۱۹۲۳ تعریف دیگری در فرهنگ لغات میریام وبستر ارائه شد که دگرجنس‌گرایی را «اشتیاق جنسی ناسالم به فردی از جنس مخالف» تعریف کرد.
در سال ۱۹۳۴ میلادی بعد از دهه‌ها شک و تردید واژه دگرجنس‌گرایی معنایی به خود گرفت که امروزه بیانگر وضعیت عادی در تمایلات جنسی انسان است.
به‌طور کلی بین سال‌های ۱۸۹۰ تا ۱۹۶۰ میلادی واژه‌های دگرجنس گرا و همجنس‌گرا وارد فرهنگ عامه آمریکا شد و به عنوان اولین نشانه تمایلات جنسی به‌هنجار و با ثبات جای خود را پیدا کرد.

## نماد

یکی از نمادهای دگرجنسگرایی، نماد مارس (آبی) و نماد ونوس (صورتی).

نمادگرایی دگرجنس‌گرایی به نخستین مصنوعات ساخت دست انسان، مانند نمادهای جنسیت، کنده‌کاری‌های آیین‌های باروری و آثار هنری اولیه بازمی‌گردد. این نمادها نخستین بار در آیین‌های باروری و چندخدایی مانند لینگام و هندوئیسم پدیدار شدند؛ در این آیین‌ها اغلب اندام‌های جنسی انسان به تصویر کشیده می‌شوند. نمادهای امروزی دگرجنس‌گرایی ریشه در فرهنگ باستانی اروپا دارند. یکی از این نمادها ترکیبی از نشان مارس، ایزد جنگ در اسطوره‌های رومی، به عنوان نماد مرد، و نشان ونوس، ایزدبانوی عشق و زیبایی و باروری در اسطوره‌های رومی، به عنوان نماد زن است. خط یونی‌کد این نماد ⚤ (U+26A4) است.

## در ادیان
در شماری از کتاب‌های مقدس یهودیت و مسیحیت به دگرجنس‌گرایی اشاره شده‌است. در کتاب سفر پیدایش بیان شده‌است که خدا به‌منظور تنها نبودن مرد برای او همراهی آفریده‌است؛ این کتاب همچنین حاوی فرمانی است که به مرد دستور ترک پدر و مادر و یکی شدن با همسر خویش را می‌دهد.
تقریباً تمامی مذاهب تنها ازدواج بین زن و مرد را به رسمیت می‌شناسند، اما استثنائاتی نیز در برخی رسوم آیین بودایی و آیین هندو، جهان‌گرایی توحیدگرا، کلیسای جامعه متروپولیتن، مسیحیان انجیلی، کوئیکرها، کلیسای متحد کانادا و در میان یهودیان اصلاحگرا و یهودیان محافظه‌کار وجود دارد.
در بعضی از مذاهب آمیزش جنسی بین زن و مرد گناه به‌شمار می‌آید؛ از جمله این مذاهب می‌توان به شیکرها، انجمن هارمونی و افرتا کلویستر اشاره کرد. این مذاهب هرگونه رابطه جنسی بین زن و مرد را گناه‌آلود به‌شمار می‌آورند و خودداری از ازدواج را تبلیغ می‌کنند. بعضی از مذاهب نیز خودداری از ازدواج را لازمهٔ برعهده گرفتن نقش‌های خاصی می‌دانند، مانند خودداری از ازدواج کشیشان کاتولیک؛ اگرچه کلیسای کاتولیک ازدواج را امری مقدس و لازم می‌داند.

## جمعیت‌شناسی

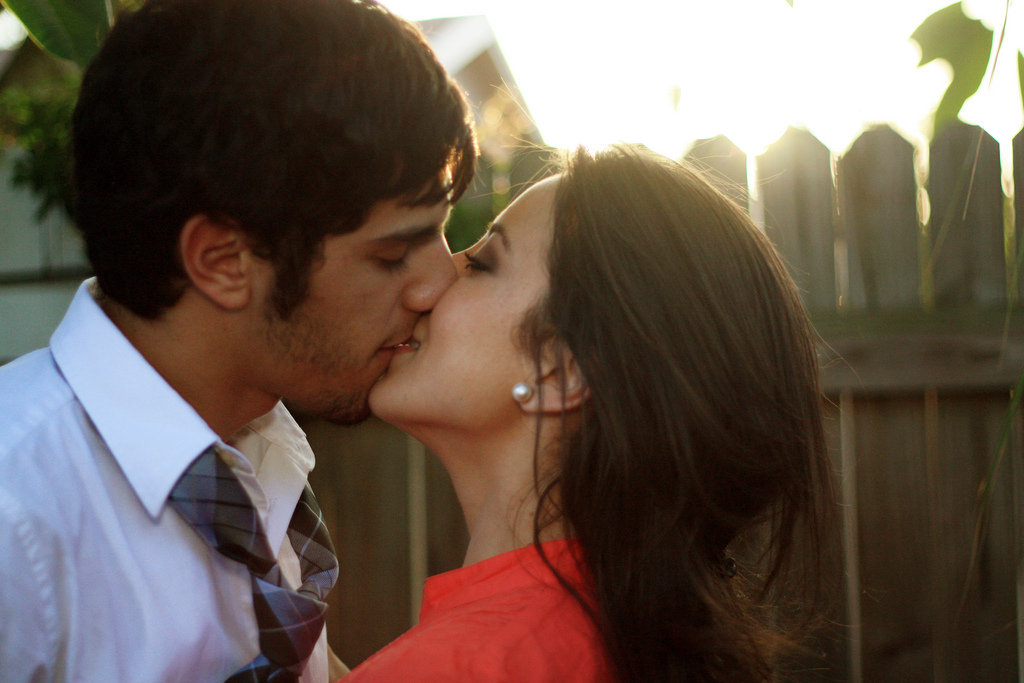
یک زوج صمیمی دگرجنس گرا

سرشماری جمعیت‌ها برحسب گرایش‌های جنسی به دلیل کمبود داده‌های معتبر، کار دشواری است. بنابر برخی از پژوهش‌ها، ۹۰٪ تا ۹۸٪ انسان‌ها در طول زندگی‌شان تنها با جنس مخالف خود رابطه جنسی برقرار می‌کنند. و ۷۹٪ تا ۸۴٪ افراد تنها به جنس مخالف خود کشش جنسی دارند.

## مطالعات علمی

### زیست‌شناسی
تاکنون به‌طور قطعی هیچ عامل تعیین‌کننده و منحصربه‌فردی که در تعیین گرایش‌های جنسی نقش داشته‌باشد، شناخته نشده‌است. مطالعات گوناگونی که در این زمینه انجام شده‌اند به عوامل متفاوت و گاه متناقض بایکدیگر، اشاره می‌کنند؛ اما دانشمندان فرض می‌کنند که ترکیبی از عوامل ژنتیکی، هورمونی و اجتماعی در تعیین گرایش جنسی افراد نقش دارد.

#### نظریه پیش‌زادی هورمونی
استرادیول سبب تحریک گیرنده‌های آندروژن نیز می‌شود.استرادیول و تستوسترون که توسط آنزیم پنج آلفا ردوکتاز به دی هیدروتستوسترون کاتالیز می‌شوند، بر گیرنده‌های آندروژن واقع در مغز اثر می‌گذارند و اینگونه در ایجاد خواص جنسی ثانویه مردی در مغز شرکت می‌کند. اگر شمار گیرنده‌های آندروژن کم باشد (در افراد مبتلا به سندرم عدم حساسیت کامل به آندروژن) یا میزان آندروژن زیاد باشد (افراد مبتلا به هیپرپلازی مادرزادی آدرنال)، ممکن است ویژگی‌های جسمی و روانی افراد تحت تأثیر قرار بگیرند. تصور می‌شود که تغییری در این فرایند باعث پدیدار شدن دگرجنس‌گرایی در هر دو جنس مرد و زن می‌شود. برپایه این پژوهش‌ها زنان همجنسگرا نسبت به زنان دگرجنس‌گرا، بیشتر تحت تأثیر خواص جنسی ثانویه مردی قرار گرفته‌اند، اما مردان همجنس‌گرا هم می‌توانند درجه‌های کم‌تر و هم بیشتر خواص جنسی ثانویه مردی را نسبت به مردان دگرجنس‌گرا داشته‌باشند.

#### رفتارهای دگرجنس‌گرایانه در جانوران
بیشتر تولید مثل جنسی در جانوران از طریق آمیزش جنسی با جنس مخالف انجام می‌شود؛ اگرچه شماری از جانوران نیز تولید مثل غیرجنسی دارند، مانند تک‌یاختگان و برخی از بی‌مهرگان.
تولیدمثل لزوماً نیاز به گرایش دگرجنس‌گرایانه ندارد، زیرا این گرایش یک رابطه عاشقانه و جنسی بلند مدت و پایدار است که اغلب منجر به پیوند اجتماعی بلند مدت می‌شود، درحالی که تولید مثل تنها نیاز به آمیزش جنسی ساده دارد و در اغلب موارد این عمل تنها یک بار بین دو فرد انجام می‌گیرد.

#### مطالعات رفتاری
برپایه کتاب رفتار جنسی در مردان از آلفرد کینزی و چندین پژوهش دیگر، اکثر انسان‌ها دوجنس‌گرا هستند و هم رابطه دگرجنس‌گرایانه و هم رابطه همجنس‌گرایانه را در طول زندگی خود تجربه کره‌اند یا دارای احساسات دوجنس‌گرایانه هستند. کینزی باور داشت گرایش جنسی در طول زندگی تکامل پیدا می‌کند و گسترش می‌یابد مانند پیدایش کشش جنسی به یک جنس جدید در موارد محدود. اما تغیر اساسی گرایش جنسی یک فرد به ندرت روی می‌دهد.
بسیاری در درستی تحقیقات کینزی شک دارند. مخالفان بیان می‌کنند که او با شمار زیادی از همجنس‌گرایان و مجرمان جنسی زندانی مصاحبه کرده‌است و این امر می‌تواند درستی آمارهایی به دست آمده توسط وی را زیر سؤال ببرد.

### سرشت و پرورش
ستیزه فکری سرشت و پرورش به این نکته که گرایش جنسی در انسان تا چه اندازه به وسیله وراثت و تا چه اندازه توسط محیط پیرامون و یادگیری تعیین می‌شود، می‌پردازد. از عوامل مؤثر می‌توان به ژن‌ها، قرار گرفتن جنین در معرض هومون‌های گوناگون (یا کمبود هورمون‌ها)، و عوامل محیطی اشاره کرد.